# Павлівське озеро
Павлівське озеро — найбільше штучно створене озеро у місті Глухові. Є одним із найулюбленіших місць відпочинку глухівчан.

## Гідрографія
Павлівське озеро знаходиться у південно-західній частині міста Глухова на річці Есмань, та утворилося у результаті побудови у поймі річки греблі.
До затоплення у нижній і верхній частинах озера були рівнинно-заплавні луки, у середній — торф'яні кар'єри, що є залишками колишнього озера, яке з часом заросло і перетворилось у торфовище. Середня глибина озера 1,7 м, в руслі річки біля греблі — до 4,5 м.
Озеро живиться водою з річки Есмані, паводковими і дощовими водами.
У східній частині озера, недалеко від греблі, улаштований міський пляж. Температура води у водоймищі влітку на рівні 17–22 °C, взимку під кригою — 3–4 °C.

## Історія
Павлівське озеро утворилося у 1961 році, його площа становить 75 га.

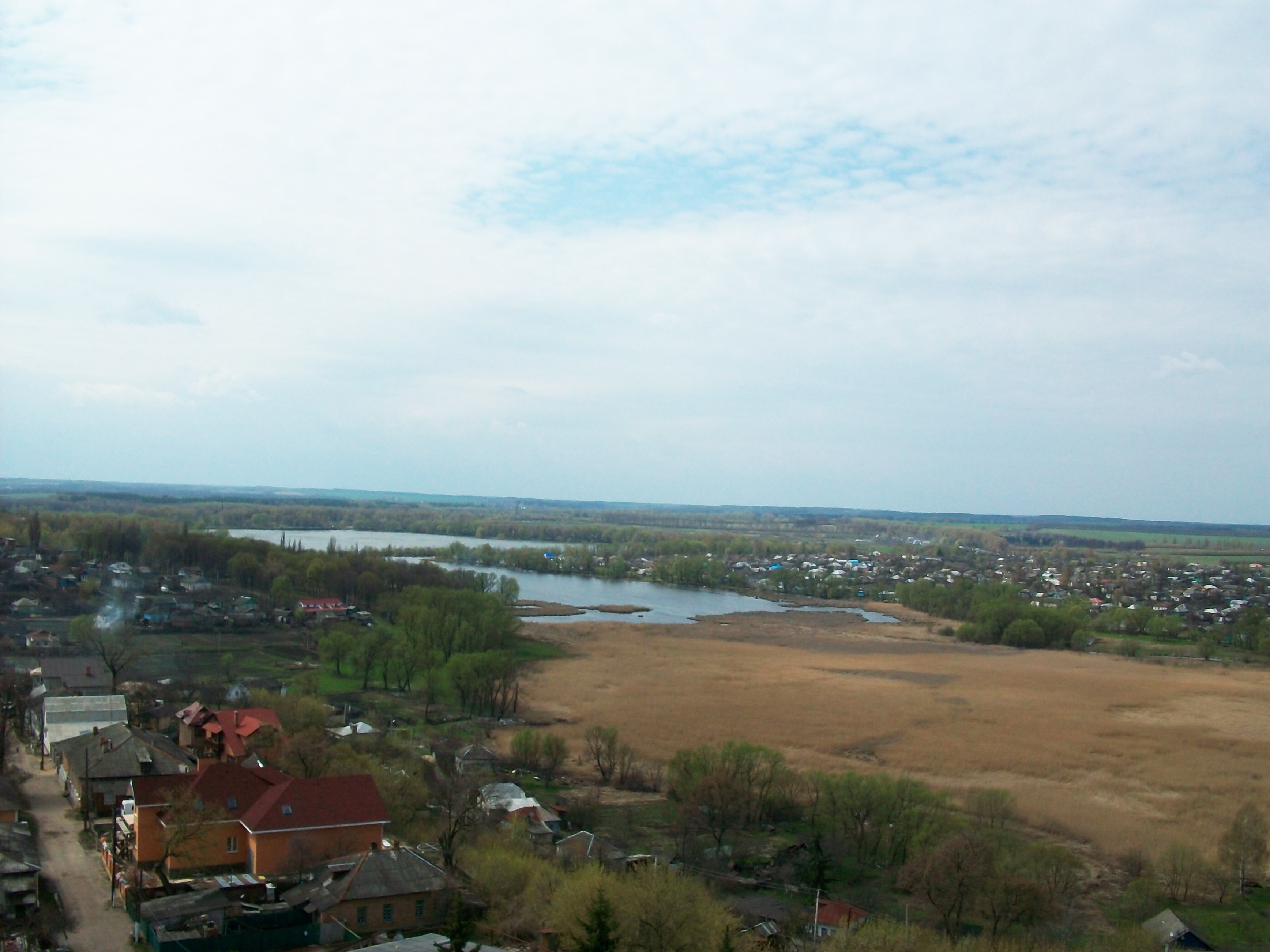
Вигляд озеро з висоти (24 квітня 2010)

Весною 1995 року греблю на озері прорвало. З водою пішла риба та багато інших планктонних організмів, а більшість бентосних організмів загинула. Тоді було вирішено мул з дна озера вивезти на поля як органічне добриво. Реалізація розпочалась з вириття трьох дренажних каналів, земля з яких утворила вали, що згодом стали місцем гніздування багатьох водних птахів: крячок, мартинів, лисок та інших. У літній період дно озера заросло очеретом, рогозом, сусаком, частухою, стрілолистом, жовтцем та іншою рослинністю (висотою до 2-х метрів і масою близько 30 т/га).
У 1996 році, коли озеро заповнилося водою, рослинність почала активно розкладатися мікроорганізмами, що призвело до дефіциту кисню, вода помутніла. У ній утворилося багато простих органічних і неорганічних сполук, які стали поживними речовинами для рослинності. Плесо озера скоротилося майже удвічі і залишилося у його нижній частині. У верхній та середній частинах воно вкрилося надводною рослинністю, а по всій поверхні води зацвіли рдести, кушир, елодея, хара, нитчасті та діатомові водорості. З'явилася ряска: тридольна, мала.
2011 року прибережну смугу Павлівського озера було передано в оренду.

## Фауна
З утворенням на Есмані Павлівського озера до нього було запущено золотистого та сріблястого карасів, коропів та інші види риб, притаманні даній місцевості.
Після зневоднення озера за підрахунками станом на 2002 рік біомаса продуцентів (надводні планктонні та нейстонні рослинні організми) склала близько 1200 т. Біомаса консументів першого порядку (фітофагів) — травоїдні риби, комахи, молюски, ракоподібні, водоплавні птахи, видри, ондатри, повинна була складати близько 120 т. Біомаса консументів другого порядку (хижаки) — личинки бабок, водні клопи, жуки-плавунці, окуні, щуки, жаби, хижі птахи, має складати близько 12 т. Біомаса редуцентів — близько 1,2 т.
Фактично біомаса консументів першого і другого порядків озера у декілька разів менша розрахункових, а редуцентів — більша.

## Охорона
За часів УРСР Есмань несла в озеро воду забруднену мулом і біогенними елементами (30-40 кг з кожного гектару ріллі). Паводкові води у межах міста змивали все сміття, яке було навколо озера, і весь шлак, яким посипали від ожеледиці вулиці міста. Дощові води несли з полів добрива та пестициди. Окрім того, торфовище і затоплена рослинність розкладались і замулювали дно. В результаті цього середня частина озеро почала заростати очеретом.
За часів незалежної України прорив дамби зменшив у декілька разів біомасу консументів першого і другого порядків озера. Це призвело до порушення у екологічній системі Павлівського озера нормального колообіг речовин, що у свою чергу приводить до трофічної сукцесії у вигляді евтрофікації і забруднення озера. Тому з часом озеро може перетворитись у болото, а згодом — у торфовище.
Врятувати озеро можливо лише шляхом штучного збільшення консументів першого порядку, таких як товстолоб, білий амур, короп, карась золотистий та інших травоїдних риб. Необхідно запустити в озеро по 10-20 тисяч мальків цих риб, а враховуючи те, що товстолоб і білий амур у даних водоймах не можуть розмножуватись, випуск цих мальків в озеро потрібно повторювати раз у 3-7 років.